# James Songok
James Songok (23 luglio 1970) è un ex mezzofondista keniota.

## Biografia
Nel 1988 ha vinto una medaglia di bronzo nei 10000 m piani ai Mondiali juniores, con un tempo di 28'50"42. Nel 1992 ha partecipato ai Campionati africani, vincendo la medaglia d'oro nei 5000 m piani con un tempo di 13'24"63.
Tra il 1994 ed il 1996 ha partecipato a tre edizioni consecutive dei Mondiali di corsa campestre, vincendo altrettante medaglie d'oro a squadre. A livello individuale si è invece piazzato rispettivamente in sesta, settima e ventitreesima posizione.

## Palmarès
| Anno | Manifestazione      | Sede             | Evento         | Risultato | Prestazione | Note |
| ---- | ------------------- | ---------------- | -------------- | --------- | ----------- | ---- |
| 1988 | Mondiali juniores   | Sudbury          | 10000 m piani  | Bronzo    | 28'50"42    |      |
| 1992 | Campionati africani | Belle Vue Maurel | 5000 m piani   | Oro       | 13'24"63    |      |
| 1994 | Mondiali di cross   | Budapest         | Corsa seniores | 6º        | 35'02"      |      |
| 1994 | Mondiali di cross   | Budapest         | A squadre      | Oro       | 34 p.       |      |
| 1995 | Mondiali di cross   | Durham           | Corsa seniores | 7º        | 34'41"      |      |
| 1995 | Mondiali di cross   | Durham           | A squadre      | Oro       | 62 p.       |      |
| 1996 | Mondiali di cross   | Stellenbosch     | Corsa seniores | 23º       | 35'29"      |      |
| 1996 | Mondiali di cross   | Stellenbosch     | A squadre      | Oro       | 33 p.       |      |

## Campionati nazionali
1990
- Oro ai campionati nazionali kenioti, 5000 m piani - 13'52"5

1992
- 7º ai campionati nazionali kenioti, 5000 m piani - 13'53"0

1993
- 12º ai campionati nazionali kenioti di corsa campestre

1995
- 9º ai campionati nazionali kenioti di corsa campestre

1996
- 7º ai campionati nazionali kenioti di corsa campestre

## Altre competizioni internazionali
1992
- 14º al Nairobi International Crosscountry ( Nairobi) - 29'59"

1993
- 11º al Nairobi International Crosscountry ( Nairobi) - 31'04"

1994
- 10º al Memorial Van Damme ( Bruxelles), 5000 m piani - 13'43"52
- Oro alla Le Puy-en-Velay 15 km ( Le Puy-en-Velay) - 45'21"
- 5º al Giro podistico internazionale di Castelbuono ( Castelbuono) - 33'25"
- Oro alla Wurzburger Residenzlauf ( Würzburg) - 28'39"
- Argento alla Luzerner Stadtlauf ( Lucerna), 8,56 km - 24'39"

1995
- 5º alla Vivicittà Catania ( Catania), 12 km - 34'32"
- 8º al Giro Media Blenio ( Dongio) - 29'26"
- 20º al Nairobi International Crosscountry ( Nairobi) - 37'01"

1996
- 4º alla Stramilano ( Milano) - 1h01'07"
- Argento alla Mezza maratona di Maastricht ( Maastricht) - 1h04'39"
- Argento alla Le Puy-en-Velay 15 km ( Le Puy-en-Velay) - 44'30"
- Oro alla Vivicittà Genova ( Genova), 12 km - 34'12"
- Bronzo al Giro Media Blenio ( Dongio) - 28'38"
- Oro al Trofeo Città di Trecastagni ( Trecastagni), 8,4 km - 24'11"
- 15º al Nairobi International Crosscountry ( Nairobi) - 37'01"

1997
- 8º alla Telematica Loop ( Heerlen), 10 miglia - 49'16"

1999
- 5º alla Mezza maratona di Maastricht ( Maastricht) - 1h05'07"

2000
- Argento alla Mezza maratona di Maastricht ( Maastricht) - 1h03'53"